# 柴田真哉
柴田 真哉（しばた しんさい、

安政5年6月2日（1858年7月12日） - 明治28年（1895年）6月23日）は明治時代の日本画家。

## 略歴
安政5年（1858年）6月2日に江戸・浅草に柴田是真の次男として生まれる。是真52歳の時の子で、母は是真の2番目の妻の鈴木歌子。一時、先妻すまの子であった兄の令哉の母方の叔母真瀬木タイの養子となったが、明治18年（1885年）ころに柴田姓に戻り明治19年（1886年）3月、父の高弟池田泰真の養子となって池田姓をなのった。養父の泰真は帝室技芸員に選ばれ多数の門下を育生、薬研堀派と称されたが、明治24年（1891年）9月に池田家と離縁、柴田姓に復した。
幼少時から父に絵の手ほどきをうけ文久4年（1864年）2月、父とともに万町柏木楼で書画会を催す。青年期から父是真、兄令哉、弟隆真のほか是真の多くの門下井草国芳、池田泰真、庄司竹真らの一族と展覧会や取材旅行に参加した。明治8年（1875年）6月には父らと奈良正倉院御物の拝観のため関西に旅行し、明治9年（1876年）19歳の時に京都の土佐光文を訪れ師弟明証を受け、以降3年ほど古来からの土佐派の画法を習得した。明治13年（1880年）には龍池会に属し講話会において若井兼三郎の話などを聞く。明治15年（1882年）の第1回内国絵画共進会に「婦人屏風を観る図」、「杉に鼠図」、「白川殿防戦図」3点を最初の養子先の姓真瀬木真哉の名で出品した。翌明治16年（1883年）、龍池会主催の第1回パリ日本美術縦覧会に是真とともに出品、また同年、東京における師を求めて山名貫義に師事、大和絵の修業を積んだ。真哉はテーマを歴史画に求め有職故実を学ぶために黒川真頼、前田香雪、川崎千虎に教えを乞うた。特に香雪の理論的な影響は深く、また黒川には明治24年（1891年）11月から師事、本格的に日本史を学んだ。明治17年（1884年）に宮内庁から明治御殿襖絵として「製陶図」を拝命するが自らの力不足を感じて瀬戸の窯場へ赴いて制作した。同年、東京在住の画家で結成された東洋絵画会には設立当初から会員として参加した。
明治初期の美術工芸界を主導した漆工界の長老を父にもった真哉の画業は初めから山高信離、佐野常民ら伝統的諸画派や保護者の後ろ盾もあって極めて順調な出だしであったが、日本の絵画界自体が大きな分岐点となった明治17年（1884年）ころから真摯で繊細な感覚をもつ真哉はフェノロサの講話を聞いたり、新しい日本画の方向へその目をむけた。明治19年（1886年）、泰真の婿養子となり、このころに少年時代の鏑木清方が入門してくる。明治22年（1889年）には日本美術協会会員となり、明治23年（1890年）の第3回内国勧業博覧会に「神殿建築図」と蒔絵を出品し三等妙技賞を受賞する。明治24年（1891年）7月には敬愛していた父が死、同年9月に下谷区竹町に単身移住、そのころから父の大きな庇護から開放されたかのように、新しい芸術運動であった日本青年絵画協会の結成に主体的に参画していった。父の高弟竹真、鑑画会で活躍した高橋玉淵、端館紫川、邨田丹陵、寺崎広業らと頻繁に交流、同会の企画をまとめ協議のうえ岡倉天心に会頭に就任するよう依頼した。同年11月の臨時研究会に「憲法発布式表市街祝賀図」を出品、明治25年（1892年）1月の研究会には「博物館開館式の図」を出品している。また、第1回青年絵画共進会に「江ノ島真景」を審査員として出品、一等褒状を受けた。明治26年（1893年）のシカゴ・コロンブス世界大博覧会に「川中島戦争図」を送り、同年4月の第2回青年絵画共進会では審査長となって、開場式に欠席した岡倉会頭の代理を務め祝辞を代読している。
明治27年（1894年）5月の日本青年絵画協会第3回絵画共進会には「興福寺大塔図」を出品、実質的な一等である銀牌を獲得、東宮職に買い上げられた。この年の暮れに真哉は池田家と離縁、旧姓の柴田に戻り、菊池武朝の養女こうと二度目の結婚をした。翌明治28年（1895年）の第4回青年絵画共進会に「加茂葵祭図」を出品して一等褒状を受けている。なお、この時にも天心の代理として祝辞を読んだが、閉会後間もない6月23日、真哉は自らの手で38歳の命を絶った。直接の死因は注文主に絵を返されたからともいわれるが定かではない。

## 作品
- 「川中島合戦図」 紙本着色 1面
- 「東西三聖人列人図」 紙本着色 1幅
- 「榮太楼工場の図」 紙本着色 1幅 榮太楼総本舗所蔵
- 「小石川後楽園中」 紙本淡彩 1面
- 「蓮図」 紙本墨画淡彩 1幅 羽黒洞所蔵